# تومي غاردنر
تومي غاردنر (بالإنجليزية: Tommy Gardner)‏ (28 مايو 1910 في المملكة المتحدة - 1 فبراير 1970 بتشستر في المملكة المتحدة) هو لاعب كرة قدم بريطاني (وحمل سابقاً جنسية المملكة المتحدة لبريطانيا العظمى وأيرلندا) في مركز نصف الجناح. شارك مع منتخب إنجلترا لكرة القدم. أما مع النوادي، فقد لعب مع أستون فيلا وغريمسبي تاون ونادي بيرنلي ونادي ريكسهام ونادي ليفربول وهال سيتي.

## وصلات خارجية
- تومي غاردنر على موقع قاعدة بيانات كرة القدم.إي يو (الإنجليزية)
- تومي غاردنر على موقع ناشيونال فوتبول تيمز (الإنجليزية)